# Nederlanders in het Zweedse voetbal
Nederlanders in het Zweedse voetbal geeft een overzicht van Nederlanders die een contract hebben (gehad) bij Zweedse voetbalclubs uit de Allsvenskan, de Superettan of de Division 1.

## Voetballers
| Naam              | Club                | Van  | Tot  | Opmerkingen                   |
| ----------------- | ------------------- | ---- | ---- | ----------------------------- |
| Geert den Ouden   | Djurgårdens IF      | 2003 | 2004 | Landskampioen 2003 Beker 2004 |
| Alexander Prent   | Halmstads BK        | 2008 | 2010 |                               |
| Rick Kruys        | Malmö FF            | 2008 | 2010 |                               |
| Nabil Abidallah   | Fässbergs IF        | 2008 | 2010 |                               |
| Jos Hooiveld      | AIK Solna           | 2009 | 2010 |                               |
| Stefan Maletic    | IF Limhamn Bunkeflo | 2011 | 2012 |                               |
| Rachid Bouaouzan  | Helsingborgs IF     | 2010 | 2013 |                               |
| Moestafa El Kabir | Mjällby AIF         | 2010 | 2013 |                               |
| Moestafa El Kabir | BK Häcken           | 2013 | 2014 |                               |
| Michael Timisela  | Hammarby IF         | 2013 | 2015 |                               |
| Michiel Hemmen    | BK Häcken           | 2015 | 2015 |                               |
| Niels Vorthoren   | BK Häcken           | 2015 | 2016 |                               |

## Hoofdtrainers
| Naam           | Club         | Van  | Tot  | Opmerkingen |
| -------------- | ------------ | ---- | ---- | ----------- |
| Frans Thijssen | Malmö FF     | 1997 | 1998 |             |
| Jan Mak        | Halmstads BK | 1981 | 1984 |             |

## Overige functies
| Naam    | Club        | Van | Tot   | Functie      |
| ------- | ----------- | --- | ----- | ------------ |
| Jan Mak | IF Elfsborg | ?   | heden | jeugdtrainer |

Voetbalbonden ·
Albanië ·
Angola ·
Armenië ·
Australië ·
Azerbeidzjan ·
Bahrein ·
België ·
Bhutan ·
Bulgarije ·
Canada ·
China ·
Congo-Kinshasa · 
Cyprus ·
Denemarken ·
Duitsland ·
Egypte ·
Engeland ·
Estland ·
Ethiopië ·
Faeröer ·
Filipijnen ·
Finland ·
Frankrijk ·
Georgië ·
Ghana ·
Griekenland ·
Hongarije ·
Hongkong ·
Ierland ·
IJsland ·
Indonesië ·
Iran ·
Israël ·
Italië ·
Japan ·
Kazachstan ·
Koeweit ·
Litouwen ·
 Luxemburg ·
Maleisië ·
Malta ·
Marokko ·
Mexico ·
Namibië ·
Nieuw-Zeeland ·
Noorwegen ·
Oekraïne ·
Oezbekistan ·
Oostenrijk ·
Polen ·
Portugal ·
Qatar ·
Roemenië ·
Rusland ·
Rwanda ·
Saoedi-Arabië ·
Schotland ·
Singapore ·
Slovenië ·
Slowakije ·
Spanje ·
Tanzania ·
Turkije ·
Tuvalu ·
VAE ·
Venezuela ·
Verenigde Staten ·
Vietnam ·
Zimbabwe ·
Zuid-Afrika ·
Zuid-Korea ·
Zweden ·
Zwitserland